# Mega Man Zero 2
Mega Man Zero 2 (Rockman Zero 2 (ロックマンゼロ2)au Japon) est un jeu d'action-plates-formes développé par Inti Creates et édité par Capcom en 2003 sur Game Boy Advance. Il fait partie de la franchise Mega Man et est le second de la série dérivée Mega Man Zero. Il est réédité dans la compilation Mega Man Zero Collection sur Nintendo DS en 2010 et sur la console virtuelle de la Wii U en 2015,,,,,,,.

## Trame
Cela fait un an que Zero s'est séparé de Ciel et de la résistance. Il se bat toujours contre les Pantheons, mais ces batailles ont perdu du sens pour lui. Zero se met donc à la recherche de Ciel et des soldats de la résistance. Il se bat contre un scorpion, puis peu après, avec son armure cassée, il s'évanouit. Il réussit cependant à être à la base de la résistance avec Ciel. Il devra donc encore accomplir les missions contre les néo-arcadiens.